# Minimalisme digital
 (juin 2025).
Vous pouvez aider à l'améliorer ou bien discuter des problèmes sur sa page de discussion.
- Son texte doit être wikifié : il ne correspond pas à la mise en forme Wikipédia (style, typographie, liens internes, liens entre les wikis, etc.). (Marqué depuis juin 2025)
- Il est orphelin : moins de trois articles lui sont liés. Aidez à ajouter des liens en plaçant le code [[Minimalisme digital]] dans les articles relatifs au sujet. (Marqué depuis juin 2025)

Le minimalisme digital (ou minimalisme numérique) est un mode de vie visant à réduire volontairement l’usage des technologies numériques à l’essentiel, pour privilégier les activités à forte valeur personnelle ou professionnelle.

## Définition
Le minimalisme digital consiste à rationaliser la place des outils connectés dans la vie quotidienne. Il ne s’agit pas de rejeter la technologie, mais de l’utiliser de manière réfléchie et alignée avec ses objectifs profonds. Cette approche part du constat que l’usage excessif des écrans et des applications nuit à la concentration, au bien-être psychologique et à la qualité des interactions sociales.

## Origines et influences
Le terme a été popularisé par Cal Newport (en), professeur d’informatique à l’université de Georgetown et auteur de Digital Minimalism (2019). Newport y expose une philosophie numérique axée sur l’intentionnalité de l’usage des technologies. D’autres travaux, notamment Nicholas Carr dans The Shallows (2010), critiquent la captation de l’attention par les plateformes et l’affaiblissement des capacités cognitives en raison d’une sollicitation constante. Carol Dweck, avec sa théorie du « growth mindset », souligne l’importance de la prise de risque et de l’apprentissage continu, concepts applicables au jeûne numérique comme exercice mental.

## Pratiques associées
Les adeptes du minimalisme digital adoptent notamment :
- suppression d’applications jugées superflues[5] ;
- désactivation des notifications ;
- périodes de jeûne numérique (« digital detox ») ;
- déconnexion planifiée des réseaux sociaux ;
- retour à des activités hors ligne (lecture longue, promenade, ateliers créatifs).

## Objectifs et bienfaits
Le minimalisme digital est associé à plusieurs bénéfices potentiels :
- amélioration de la concentration et de la clarté mentale[3] ;
- réduction du stress et de la surcharge cognitive[2] ;
- meilleure qualité de sommeil[1] ;
- renforcement des relations interpersonnelles en limitant les distractions numériques.

## Critiques et limites
Plusieurs études soulignent que le minimalisme digital peut apparaître comme une pratique élitiste, difficilement applicable aux contextes professionnels exigeant une présence numérique constante. D’aucuns estiment également qu’un usage trop restrictif des technologies pourrait priver d’outils utiles à l’apprentissage et à la collaboration.